# Wapen van Brecht

Het wapen van Brecht

Het wapen van Brecht is het heraldisch wapen van de Antwerpse gemeente Brecht. Het wapen werd op 6 oktober 1819 per besluit van de Hoge Raad van Adel aan de gemeente toegekend. Op 18 december 1841 kreeg de gemeente, per Koninklijk Besluit, een nieuw wapen en het huidige wapen werd op 1 oktober 1991 per Ministerieel Besluit aan de gemeente toegekend.

## Blazoeneringen
Vanwege de wijzigingen in het wapen, heeft Brecht drie blazoeneringen voor het wapen.
De eerste blazoenering luidt als volgt:
Van lazuur beladen met den aartsengel Michael den satan vertrappende alles van goud.
Het wapen is in de Nassause kleuren: een blauw veld met daarop een geheel gouden afbeelding in de vorm van Sint Michael die op Satan staat. Satan is in dit wapen weergegeven als een draak.
In 1841 werd het tweede wapen in gebruik genomen met een aangepaste tekst. Dit wapen kreeg een blazoenering in het Frans en Nederlands, de twee beschrijvingen luiden als volgt:
D'azur, à un Saint Michel d'or accompagné, à senestre d'un écusson d'or chargé de dix losanges d'azur, 3, 3, 3 & 1.

Een blauw veld, met het gulden beeld van Sint Michiel vergezeld ter linker zyde van een gulden schildeken waerop tien blauwe ruyten, 3, 3, 3 en 1.
Het schild is aangepast. Ook nu staat een gouden aartsengel op een gouden duivel, maar nu staat onder de punt van de linkervleugel een gouden schild met daarop tien blauwe ruiten. De ruiten staan drie aan drie met in het onderin in het midden de tiende ruit.
De derde blazoenering luidt als volgt:
In lazuur een Sint-Michiel met de draak van goud, links vergezeld van een schild van keel, beladen met tien aaneengesloten en aanstotende ruiten van zilver, drie, drie, drie en een geplaatst.
Een blauw veld met daarop een gouden Sint-Michiel staande op een gouden draak. Onder de linkervleugel van de aartsengel is een rood schild geplaatst met daarop tien zilveren ruiten, staande drie, drie, drie en een.

## Geschiedenis
In 1620 werden de twee sinds de 13e eeuw gescheiden delen van de heerlijkheid Brecht door Karel van Lalaing, heer van Hoogstraten, herenigd. Van de schepenbank is één zegel bekend uit 1697. Op het zegel staat het wapen van de familie Lalaing: een Sint Michael staande op de draak, met naast hem een schild met tien ruiten. Brecht bleef tot het einde van het ancien régime eigendom van de heren van Hoogstraten. De heren waren graven en vanaf 1740 hertogen.
Brecht kreeg het wapen in 1819 toegekend in de zogenaamde rijkskleuren, in Vlaanderen ook wel Nassause kleuren genoemd, omdat er bij de aanvraag geen kleuren genoemd werden. In 1841 werd het schildje van de familie Lalaing aan het gemeentewapen toegevoegd. In 1991 werden de foute kleuren van het familiewapen gecorrigeerd.

## Vergelijkbare wapens
Het wapen van Brecht kan op historische gronden vergeleken worden met de volgende wapens:

Het wapen van de adellijke familie Lalaing
Het wapen van Brasschaat